# مراوغة كرويف

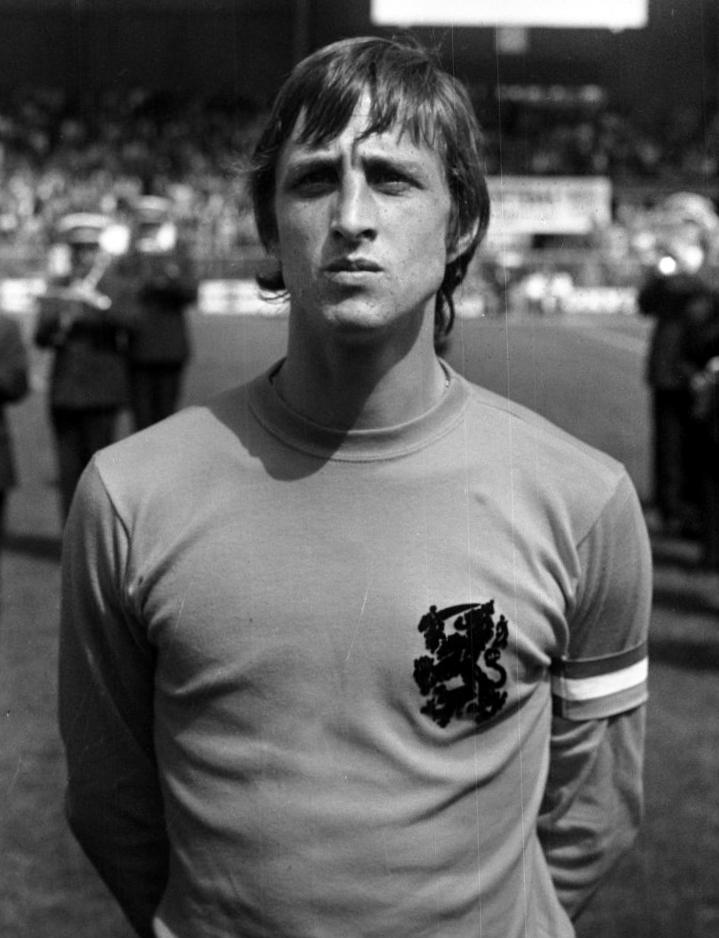

مراوغة كرويف هي مراوغة كروية تنسب إلى اللاعب الهولندي يوهان كرويف.
اشتهرت الحركة بعد أن قام بها كرويف في مباراة ضد السويد ضمن كأس العالم لكرة القدم 1974. وتتضمن الحركة الركض نحو الكرة بقوة والتمويه كأنك ستركلها ولمسها فقط، ثم محاولة لف الجسم في الاتجاه العكسي وسحب الكرة في نفس الاتجاه.

## أنظر أيضًا
- خدعة
- مناورة أفعوانية
- رابونا
- ركضة الفقمة